# اولگا پترووا (بازیکن فوتبال)
اولگا پترووا (انگلیسی: Olga Petrova؛ زادهٔ ۹ ژوئیهٔ ۱۹۸۶) بازیکن فوتبال اهل روسیه است.
از باشگاه‌هایی که در آن بازی کرده‌است می‌توان به باشگاه فوتبال زنان وولفسبورگ اشاره کرد.
وی همچنین در تیم‌های ملی فوتبال زنان روسیه بازی کرده‌است.